# 奈良県立大学附属高等学校
奈良県立大学附属高等学校（ならけんりつだいがく ふぞく こうとうがっこう、英: Nara Prefectural University Senior High School）は、奈良県奈良市六条西三丁目に所在する公立高等学校。

## 概要
奈良県立大学の附属学校であり、全日制探究科の単科高校である。
奈良市内に所在する奈良県立平城高等学校、奈良県立西の京高等学校、および奈良県立登美ケ丘高等学校の3校を2校に再編する際、公立大学法人奈良県立大学に移管の上、奈良県立大学附属高等学校として新設された。再編したもう1校は奈良県立国際高等学校として新設開校した。
校地は、奈良県立西の京高等学校の校地を引継ぎ、使用している。
教育に関して3つの特長として、生徒の主体性と創造性を尊重する「課題探究型の学び」の推進、日常的に大学教員や大学生と交流する高大接続教育といった大学との高度な連携、アントレプレナーを含む人生100年時代に対応する「ライフキャリア教育」の推進が挙げられる。

### 建学の精神
奈良の再発見を通して日本と世界に貢献する

### 教育の目標
地域社会及び国際社会で活躍する人間を育てる
1. 既存の概念にとらわれず、自らの意思で主体的に行動し責任をもつ
2. 互いの価値観や好奇心を大切にする
3. コミュニケーションの喜びを知る
4. 苦境にあってもその状況を克服するために果敢に挑戦する
5. 地域社会への関心をもち、地域での活動に積極的に参加する
6. 多様な文化を理解し、国際的な視野をもって行動する[4]

### 学校経営方針
自立した個人として他者や社会に貢献し、何事にも挑戦する姿勢を確立する

#### アドミッション・ポリシー
地域社会の課題解決に貢献する意欲をもち、人間、社会、文化、科学技術等に対するバランスの取れた知識・関心と、客観的な判断力、論理的説明力を有する生徒を求める。

#### 生徒綱領
自立した個人として他者や社会に貢献し、何事にも挑戦する
- 自立 - 自らの意思で主体的に行動し責任をもつ
- 貢献 - 他者や社会への関心をもち、課題解決のために自らの能力を発揮する
- 挑戦 - 失敗を恐れず、新たなことや困難な課題に果敢に挑戦する[4]

## 沿革

### 年表
- 2021年12月 - 生徒募集開始。
- 2022年4月 - 奈良県立大学附属高等学校開校（旧 奈良県立西の京高等学校の校地に設立）。

## 基礎データ

### 所在地
- 奈良県奈良市六条西三丁目24番1号

### 通学区域
- 奈良県内全域

### アクセス
- 奈良交通「六条西三丁目」停留所より南東へ約500m（徒歩約7分）
- 奈良交通「六条西町」停留所より西へ約600m（徒歩約8分）
- 近鉄橿原線「西ノ京駅」より西へ1.7km（徒歩約24分）

### 象徴

#### 校章
2023年に「校章」デザインを公募。139作品の応募があり、厳正なる審査を実施。最優秀賞受賞の菅野薫の作品を、附属高校の「校章」デザインとして採用した。奈良の地で始まった冠位十二階にちなみ黄色が1年、薄赤が2年、濃赤が3年生を表しています。立体的に見えるデザインには「情熱」「希望」「輝く未来」の意味が込められている。

#### 校歌
2023年9月に校歌を公募し、翌2024年4月に完成。作詞は1期生の岡村成志朗、作曲は奈良県立大学長・教授の宮下俊也による。歌詞は3番まであり、3番共に校名の「奈良県立大学附属高校」が登場する。

## 設置する課程、学科及び定員
- 全日制課程
  - 探究科 - 60名（募集人員20名：推薦選抜）

- 540名（募集人員180名：一般選抜）

## 学校行事

### 文化祭
文化祭は「西橙祭」（せいとうさい）と呼ばれ、毎年7月下旬の水曜日・木曜日の2日間に渡り開催される。

## 高校関係者と組織

### 高校関係者組織
- 奈良県立大学附属高等学校育友会 - 生徒保護者による保護者会組織で、会員は入会金及び年会費を納入する。